# Nikon D3

Nikon D3 — профессиональный цифровой зеркальный фотоаппарат, анонсированный 23 августа 2007 года. Первый полнокадровый цифровой фотоаппарат компании Nikon, сменивший на рынке устаревшую модель Nikon D2X.

## Описание

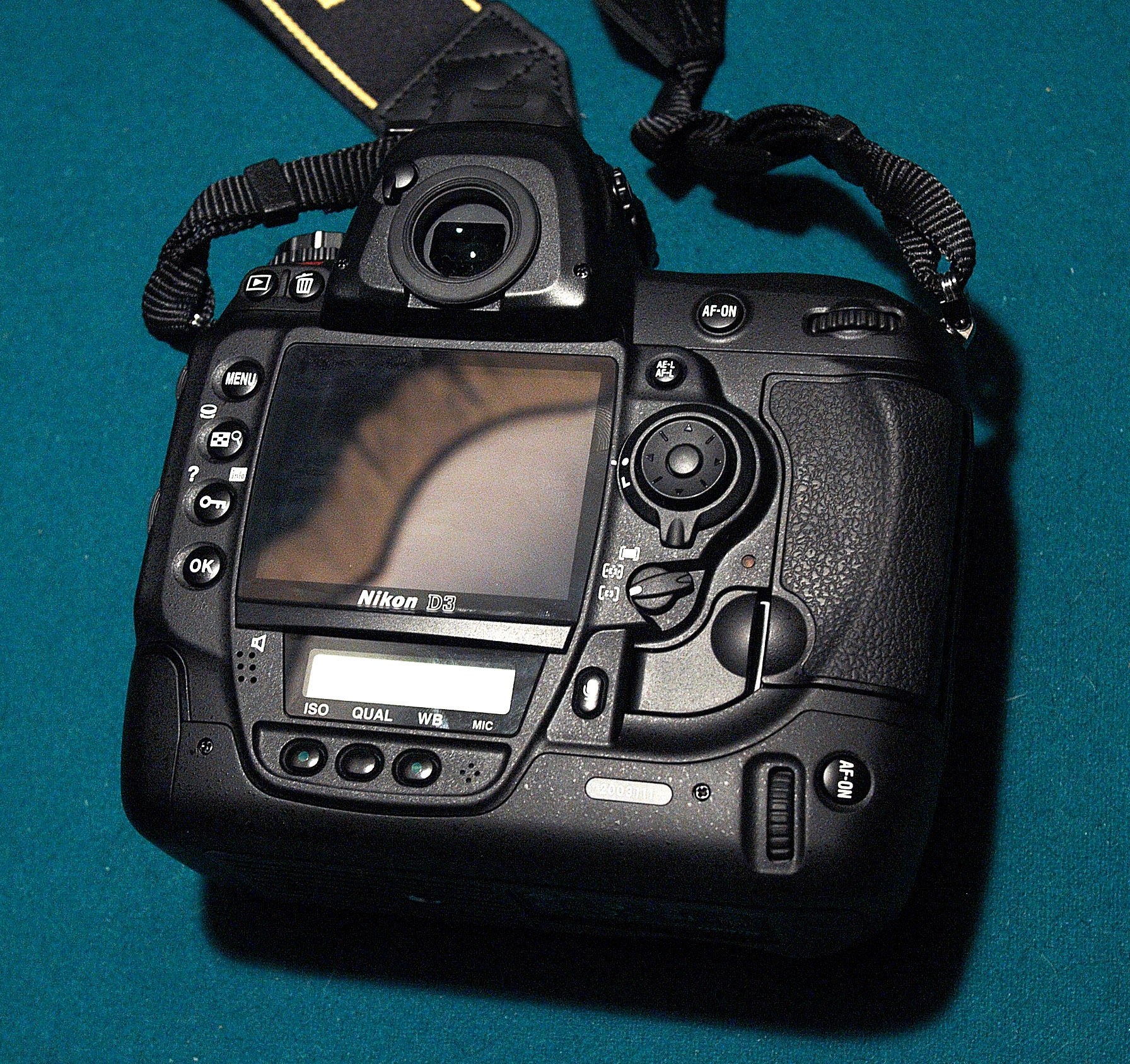
D3, вид сзади

Nikon D3 представляет собой однообъективную цифровую зеркальную камеру (DSLR) с полноразмерной светочувствительной КМОП-матрицей (CMOS) Nikon NC81338L формата Nikon FX с разрешением 12.1 мегапикселей. Поддерживается также возможность использования неполнокадровых объективов Nikon DX. 
Камера стала первым полнокадровым цифровым фотоаппаратом в линейке продукции Nikon.
Скорость серийной съемки камеры составляет 9 кадров в секунду в формате FX и 11 к/сек в формате DX.
Фотоаппарат поддерживает изменение чувствительности в пределах 200-6400 ISO. Специальный режим позволяет «расширить» диапазон до 100-25600 ISO. Камера также оборудована новой системой автофокусировки по 51 точке («Nikon Multi-CAM 3500FX»).
Камера позволяет сохранять снимки в форматах JPEG, TIFF и NEF (Raw). Для сохранения используется два слота для карт памяти CompactFlash. Для подключения к видеотехнике предусмотрен HDMI-разъём.
D3 поддерживает возможность просмотра изображения на экране в режиме реального времени. Относясь к профессиональным фотоаппаратам, D3 имеет корпус защищённый от влаги, пыли и электромагнитных помех.
Вес — 1240 г.
Одним из ответвлений модельного ряда серии D3 стала модель Nikon D3X с серьёзным в то время разрешением полнокадрового сенсора 24.5 мегапикселя, которая нашла широкое применение у студийных фотографов.